# Regne Anglocors
El Regne Anglocors va ser un estat client proclamat el 15 de juny de 1794 a l'illa de Còrsega sota la protecció del Regne de la Gran Bretanya. La seva creació va ser impulsada per Pasquale Paoli, líder independentista cors, amb l’objectiu d’establir un govern constitucional i allunyar-se del control francès durant les Guerres de la Revolució Francesa. Tot i la proclamació del nou regne, l'autoritat britànica va exercir un control significatiu a través del virrei, Sir Gilbert Elliot. El regne va tenir una vida efímera i va dissoldre's el 1796, quan les tropes britàniques van abandonar l’illa davant l’avenç de les forces franceses.